# 奥托·内尔茨
奥托·内尔茨（德語：Otto Nerz，1892年10月21日—1949年04月19日），已故德国前足球运动员及主教练。他曾于1923年至1936年担任德国国家足球队历史上的第一任主教练，期间率队参加了1928年奥运会及1936年奥运会，并在1934年世界杯中夺得季军。